# Fedaykin
 (mars 2025).
Motif : Aucune source permettant de vérifier la notoriété. En l'état, gagnerait sans doute à être développé dans un article plus généraliste.
- Archive Wikiwix
- Bing
- Cairn
- DuckDuckGo
- E. Universalis
- Gallica
- Google
- G. Books
- G. News
- G. Scholar
- Persée
- Qwant
- (zh) Baidu
- (ru) Yandex
- (wd) trouver des œuvres sur Wikidata

| 1. | Préciser le motif de la pose du bandeau. | Précisez le motif de la pose du bandeau en utilisant la syntaxe suivante : {{admissibilité à vérifier\|date=mars 2025\|motif=remplacez ce texte par le motif}}                |
| 2. | Informer les utilisateurs concernés.     | Pensez à avertir le créateur de l'article, par exemple, en insérant le code ci-dessous sur sa page de discussion : {{subst:avertissement admissibilité à vérifier\|Fedaykin}} |

Les Fedaykins sont des guerriers de l'univers de fiction de Dune.
Ces combattants Fremen d'élite constituent à la fois la garde rapprochée de Muad'Dib et l'avant-garde des forces qui renverseront l'Empire de Shaddam IV, à l'issue de la crise d’Arrakis (contée dans le premier livre de la saga, Dune).
Leur nom est inspiré du mot « Fedayin ».